# Calculadora científica

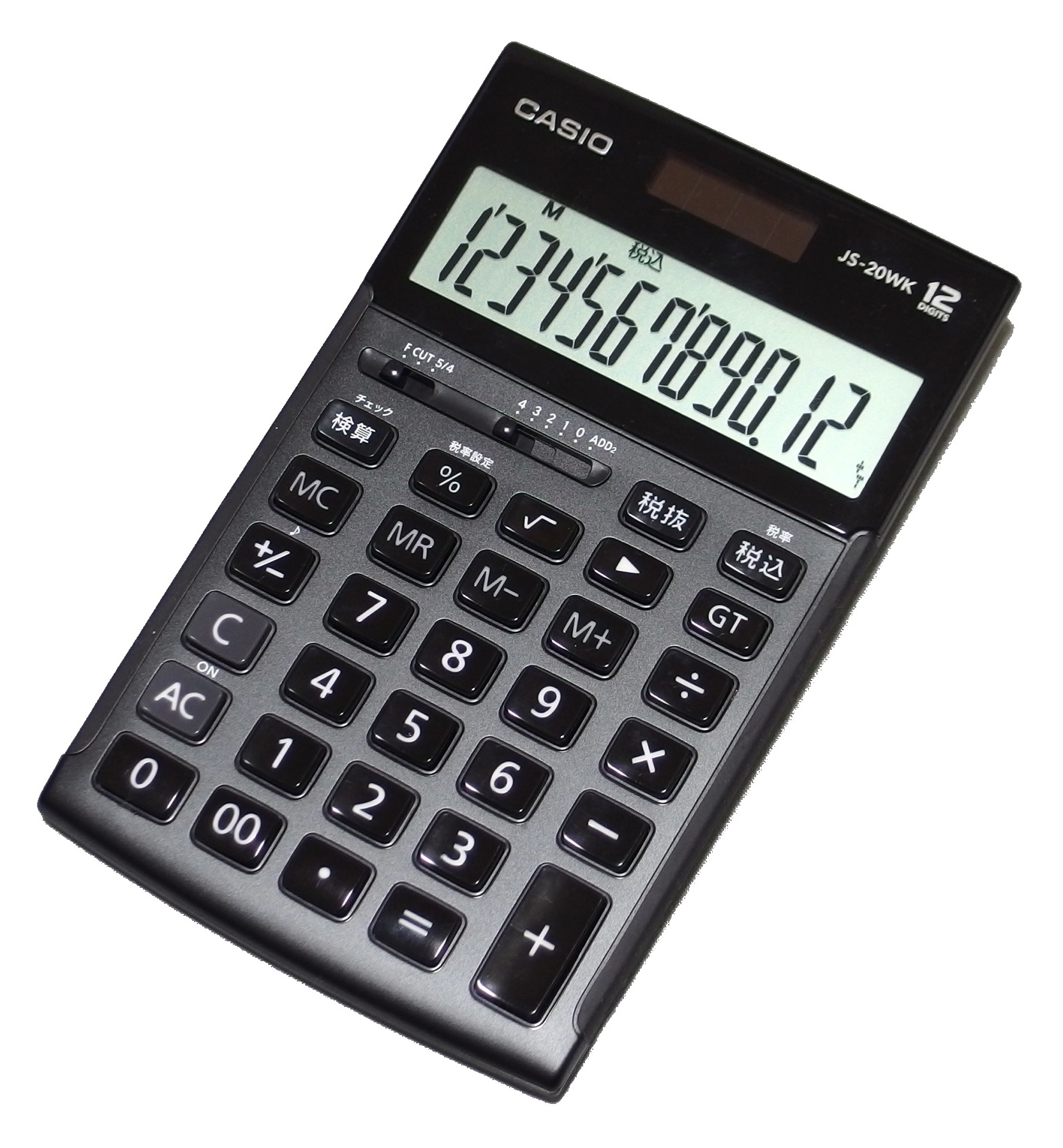
"Calculadora

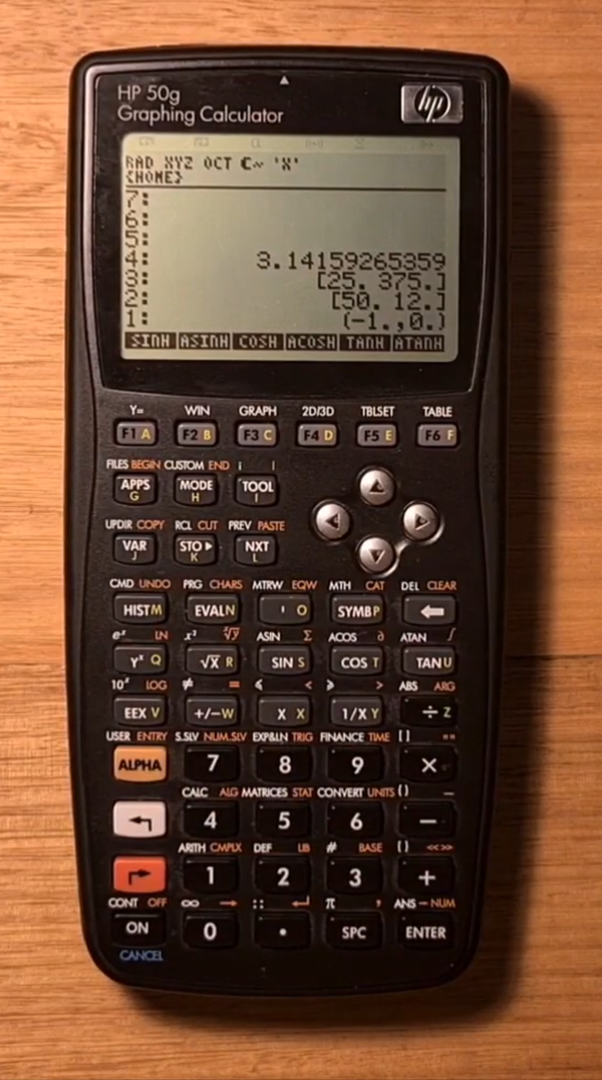

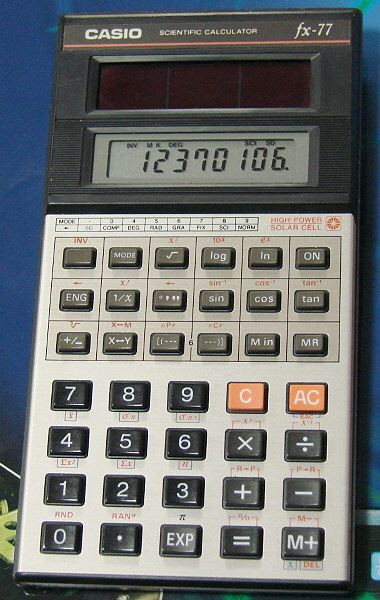
Casio fx-77, una calculadora científica con energía solar de la década de 1980 con una pantalla LCD de una sola línea

Una calculadora científica es un tipo de calculadora electrónica, por lo general, pero no siempre de mano, diseñada para calcular problemas en ciencia, ingeniería y matemáticas. Han reemplazado completamente a las reglas de cálculo en las aplicaciones tradicionales, y se utilizan ampliamente tanto en entornos educativos como profesionales.
En ciertos contextos como la educación superior, las calculadoras científicas han sido reemplazadas por calculadoras gráficas, que ofrecen un superconjunto de funciones de calculadora científica junto con la capacidad de graficar datos de entrada y escribir y almacenar programas para el dispositivo. También existe cierta superposición con el mercado de calculadora financiera.

## Funciones
Las calculadoras científicas modernas generalmente tienen muchas más características que una calculadora estándar de cuatro o cinco funciones, y el conjunto de características difiere entre fabricantes y modelos; sin embargo, las características definitorias de una calculadora científica incluyen:
- notación científica
- punto flotante aritmética
- logaritmo funciones ic, con base 10 y  base e
- trigonometría funciones (algunas incluyen  trigonometría hiperbólica)
- exponente ial funciones y  raíz s más allá de la raíz cuadrada
- acceso rápido a constantes como pi y  e

Además, las calculadoras científicas de alta gama generalmente incluyen:
- controles de cursor para editar ecuaciones y ver cálculos anteriores
- cálculos de hexadecimal,  binario y octal, incluidas las matemáticas básicas  booleana
- números complejos
- fracciones cálculos
- Cálculos de estadísticas y probabilidad
- capacidad de programación: consulte Calculadora programable
- resolución de ecuaciones
- cálculos matriciales
- cálculo
- letras que se puede usar para deletrear palabras o incluir  variables en una ecuación
- conversión de unidades
- constantes físicas

Si bien la mayoría de los modelos científicos han utilizado tradicionalmente una pantalla de una sola línea similar a las calculadoras de bolsillo tradicionales, muchos de ellos tienen más dígitos (10 a 12), a veces con dígitos adicionales para el exponente de punto flotante. Algunas tienen pantallas multilínea, con algunos modelos de Hewlett-Packard, Texas Instruments (ambos fabricantes de EE. UU.), Casio,  Sharp y Canon (los tres fabricantes japoneses) que utilizan pantallas de matriz de puntos similares a las que se encuentran en calculadora gráfica s.

## Usos
Las calculadoras científicas se utilizan ampliamente en situaciones que requieren un acceso rápido a ciertas funciones matemáticas, especialmente aquellas que alguna vez se buscaron en tablas matemáticas, como funciones trigonométricas o logaritmos. También se utilizan para cálculos de números muy grandes o muy pequeños, como en algunos aspectos de astronomía, física y química.
Con mucha frecuencia se requieren para las clases de matemáticas desde el nivel de la escuela secundaria hasta la universidad, y generalmente se permiten o se requieren en muchos exámenes estandarizados que cubren materias de matemáticas y ciencias; como resultado, muchos se venden en los mercados educativos para cubrir esta demanda, y algunos modelos de alta gama incluyen características que facilitan la traducción de un problema en la página de un libro de texto a la entrada de una calculadora, p. proporcionando un método para ingresar un problema completo tal como está escrito en la página utilizando herramientas de formato simples.

## Historia

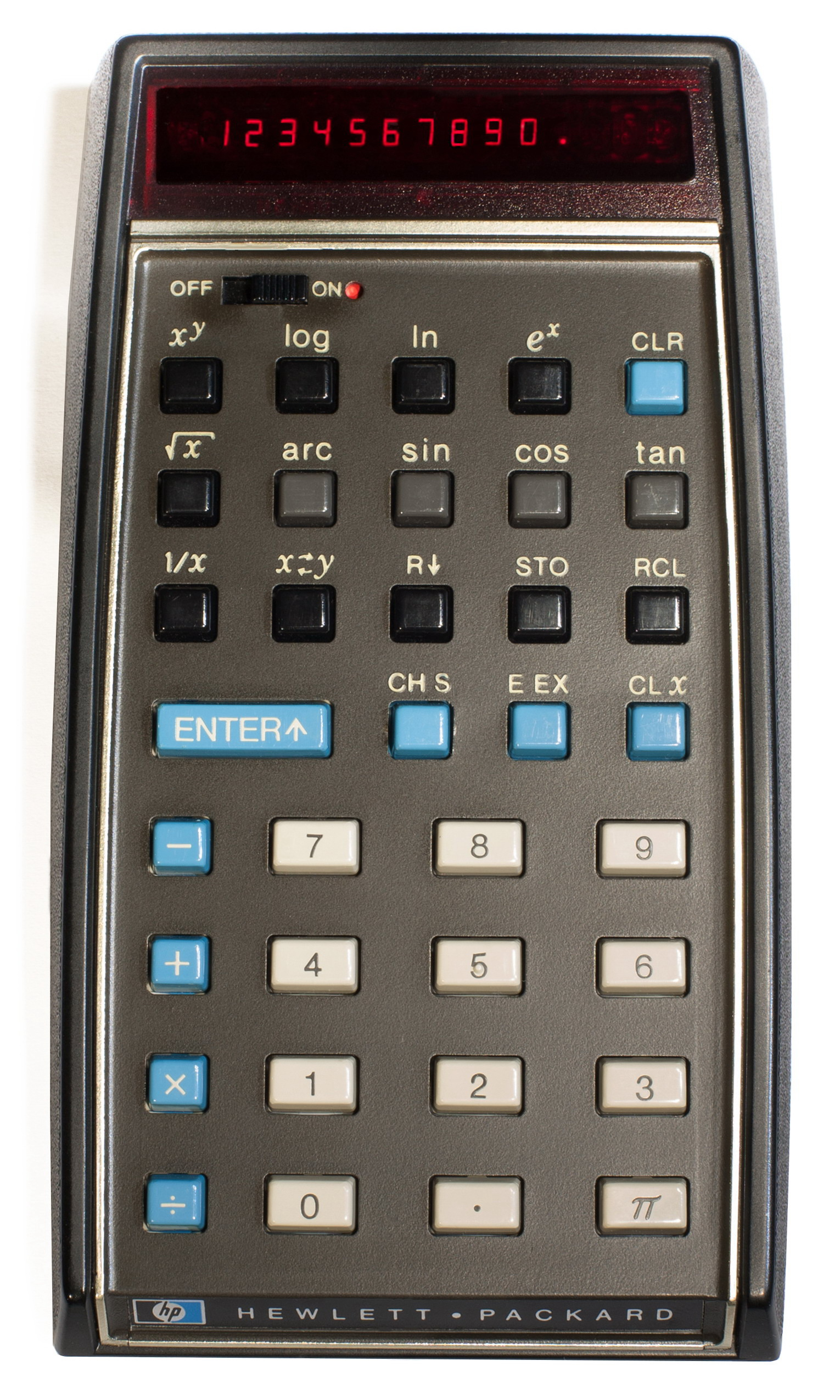
HP-35, la primera calculadora científica de bolsillo del mundo, fue introducida en 1972 por Hewlett-Packard. Utilizaba notación polaca inversa y una pantalla LED.

La primera calculadora científica que incluyó todas las ideas básicas anteriores fue la programable Hewlett-Packard  HP-9100A, lanzado en 1968, aunque Wang LOCI-2 y Mathatronics Mathatron tenía algunas características identificadas posteriormente con diseños de calculadoras científicas. La serie HP-9100 se construyó completamente a partir de una lógica discreta de transistor sin circuitos integrados, y fue uno de los primeros usos del algoritmo CORDIC para el cálculo trigonométrico en un dispositivo informático personal, así como la primera calculadora basada en la entrada notación polaca inversa (RPN). HP se identificó estrechamente con las calculadoras RPN a partir de entonces, e incluso hoy en día con algunas de sus calculadoras de alta gama (en particular, la calculadora financiera de larga duración HP-12C y la serie HP-48 de calculadoras gráficas) todavía ofrecen RPN como su modo de entrada predeterminado debido a que han obtenido muchos seguidores.
La HP-35, presentada el 1 de febrero de 1972, fue la primera calculadora de bolsillo de Hewlett-Packard y la primera calculadora científica portátil del mundo. Al igual que algunas de las calculadoras de escritorio de HP, utilizaba RPN. Presentado a 395 dólares, el HP-35 estuvo disponible desde 1972 hasta 1975.
Texas Instruments (TI), luego de la producción de varias unidades con notación científica, introdujo una calculadora científica de mano el 15 de enero de 1974, en forma de  SR-50. TI sigue siendo un actor importante en el mercado de las calculadoras, con su larga duración TI- 30 es una de las calculadoras científicas más utilizadas en las aulas.
Casio, Canon y Sharp también han sido jugadores importantes, con la serie fx de Casio (comenzando con la Casio fx-1 en 1972) siendo una marca muy común, utilizada particularmente en las escuelas. Casio también es un actor importante en el mercado de las calculadoras gráficas y fue la primera empresa en producir una (Casio fx-7000G).